# Fulton (Indiana)
Fulton és una població dels Estats Units a l'estat d'Indiana. Segons el cens del 2000 tenia 326 habitants.

## Demografia
Segons el cens del 2000, Fulton tenia 326 habitants, 127 habitatges, i 93 famílies. La densitat de població era de 699,3 habitants/km².
Dels 127 habitatges en un 37% hi vivien nens de menys de 18 anys, en un 63,8% hi vivien parelles casades, en un 7,1% dones solteres, i en un 26% no eren unitats familiars. En el 24,4% dels habitatges hi vivien persones soles l'11,8% de les quals corresponia a persones de 65 anys o més que vivien soles. El nombre mitjà de persones vivint en cada habitatge era de 2,57 i el nombre mitjà de persones que vivien en cada família era de 3,04.
Per edats la població es repartia de la següent manera: un 26,7% tenia menys de 18 anys, un 7,7% entre 18 i 24, un 32,5% entre 25 i 44, un 17,8% de 45 a 60 i un 15,3% 65 anys o més.
L'edat mediana era de 34 anys. Per cada 100 dones de 18 o més anys hi havia 89,7 homes.
La renda mediana per habitatge era de 44.375$ i la renda mediana per família de 47.500$. Els homes tenien una renda mediana de 32.045$ mentre que les dones 25.547$. La renda per capita de la població era de 16.732$. Entorn del 3,3% de les famílies i el 2,4% de la població estaven per davall del llindar de pobresa.

## Poblacions més properes
El següent diagrama mostra les poblacions més properes.